# Medaliści mistrzostw świata juniorów w narciarstwie dowolnym
Lista medalistów mistrzostw świata juniorów w narciarstwie dowolnym.

## Mężczyźni

### Jazda po muldach
| Rok i miejsce        | Złoto             | Srebro             | Brąz               |
| -------------------- | ----------------- | ------------------ | ------------------ |
| 2003 Marble Mountain | Nobuyuki Nishi    | Tim Preston        | Antoine Perrin     |
| 2006 Krasnoje Oziero | Andriej Wołkow    | Anthony Benna      | Jay Bowman-Kirigin |
| 2007 Airolo          | Bryon Wilson      | Jay Bowman-Kirigin | Joseph Discoe      |
| 2011 Jyväskylä       | Ville Miettunen   | Benjamin Cavet     | Olli Penttala      |
| 2012 Valmalenco      | Bradley Wilson    | Ludvig Fjällström  | Choi Jae-woo       |
| 2013 Valmalenco      | Ludvig Fjällström | Jussi Penttala     | Pirmin Kaufmann    |
| 2014 Valmalenco      | Thomas Rowley     | Benjamin Cavet     | Jegor Anufrijew    |
| 2015 Valmalenco      |                   |                    |                    |

### Skoki akrobatyczne
| Rok i miejsce        | Złoto             | Srebro              | Brąz              |
| -------------------- | ----------------- | ------------------- | ----------------- |
| 2003 Marble Mountain | Dzianis Osipau    | Sun Peng            | Cimafiej Sliwiec  |
| 2006 Krasnoje Oziero | Maksim Huscik     | Ołeksandr Abramenko | Anton Sannikow    |
| 2007 Airolo          | Maksim Huscik     | Dylan Ferguson      | Wu Chao           |
| 2012 Valmalenco      | Zhang Zhining     | Jonathon Lillis     | Wang Xindi        |
| 2013 Valmalenco      | Stanisław Nikitin | Wasilij Polenow     | Dmitrij Głuszakow |
| 2014 Valmalenco      | Maksim Burow      | Wang Shuang         | Wasilij Polenow   |
| 2015 Valmalenco      |                   |                     |                   |

### Jazda po muldach podwójnych
| Rok i miejsce        | Złoto          | Srebro                 | Brąz               |
| -------------------- | -------------- | ---------------------- | ------------------ |
| 2003 Marble Mountain | Tom Mazur      | Takumi Ootani          | Rusłan Szarifullin |
| 2006 Krasnoje Oziero | Andriej Wołkow | Jay Bowman-Kirigin     | Patrick Deneen     |
| 2007 Airolo          | Kevin Rolland  | Antti-Jussi Kemppainen | Kalle Leinonen     |
| 2011 Jyväskylä       | Bryan Zemba    | Olli Penttala          | Jens Lauritz       |
| 2012 Valmalenco      | Rikuya Tanaka  | Fredrik Saterberg      | Aleksiej Pawlenko  |
| 2013 Valmalenco      | Thomas Rowley  | Ludvig Fjällström      | Pawieł Kołmakow    |
| 2014 Valmalenco      | Benjamin Cavet | Thomas Rowley          | Marco Tadé         |
| 2015 Valmalenco      |                |                        |                    |

### Skicross
| Rok i miejsce        | Złoto                | Srebro                  | Brąz              |
| -------------------- | -------------------- | ----------------------- | ----------------- |
| 2006 Krasnoje Oziero | Andreas Schauer      | Anders Rekdal           | Petr Takáč        |
| 2007 Airolo          | Renato Trummer       | Gregor Vinzens          | Armin Niederer    |
| 2010 Otago           | Didrik Bastian Juell | Morten Ring Christensen | Gieorgij Korniłow |
| 2012 Valmalenco      | John Eklund          | Terence Tchiknavorian   | Roman Ilin        |
| 2013 Valmalenco      | Francesco Mauriello  | Terence Tchiknavorian   | Marzellus Renn    |
| 2014 Valmalenco      | Magnus Bjørnnes      | John Eklund             | Valentin Egger    |
| 2015 Valmalenco      |                      |                         |                   |

### Halfpipe
| Rok i miejsce        | Złoto            | Srebro                 | Brąz                |
| -------------------- | ---------------- | ---------------------- | ------------------- |
| 2003 Marble Mountain | Aurélien Fornier | Davey Bowe             | Mickael Moh         |
| 2007 Airolo          | Kevin Rolland    | Antti-Jussi Kemppainen | Kalle Leinonen      |
| 2010 Otago           | Noah Bowman      | Walter Wood            | Kristopher Atkinson |
| 2012 Valmalenco      | zawody odwołane  | zawody odwołane        | zawody odwołane     |
| 2013 Valmalenco      | Gurimu Narita    | Broby Leeds            | Frederick Iliano    |
| 2014 Valmalenco      | Beau-James Wells | Joel Gisler            | Kalle Hilden        |
| 2015 Valmalenco      |                  |                        |                     |

### Slopestyle
| Rok i miejsce   | Złoto                    | Srebro         | Brąz              |
| --------------- | ------------------------ | -------------- | ----------------- |
| 2012 Valmalenco | Kai Mahler               | Øystein Bråten | Jonas Hunziker    |
| 2013 Valmalenco | Felix Stridsberg-Usterud | Brent Whipple  | Luca Tribondeau   |
| 2014 Valmalenco | Joona Kangas             | Till Matti     | Robert André Ruud |
| 2015 Valmalenco |                          |                |                   |

## Kobiety

### Jazda po muldach
| Rok i miejsce        | Złoto                 | Srebro                  | Brąz                  |
| -------------------- | --------------------- | ----------------------- | --------------------- |
| 2003 Marble Mountain | Jennifer Hudak        | Davina Williams         | Kendra Perry          |
| 2006 Krasnoje Oziero | Jekatierina Stolarowa | Jelena Muratowa         | Caterina Mader        |
| 2007 Airolo          | Jekatierina Stolarowa | Kayla Snyderman         | Chloé Dufour-Lapointe |
| 2011 Jyväskylä       | Julija Gałyszewa      | Marika Piertachija      | Tereza Vaculíková     |
| 2012 Valmalenco      | Julija Gałyszewa      | Anna Park               | Marika Piertachija    |
| 2013 Valmalenco      | Keaton McCargo        | Leonie Gerken Schofield | Kaitlyn Harrell       |
| 2014 Valmalenco      | Keaton McCargo        | Morgan Schild           | Perrine Laffont       |
| 2015 Valmalenco      |                       |                         |                       |

### Skoki akrobatyczne
| Rok i miejsce        | Złoto            | Srebro             | Brąz              |
| -------------------- | ---------------- | ------------------ | ----------------- |
| 2003 Marble Mountain | Anna Zukal       | Dai Shuangfei      | Anna Bielich      |
| 2006 Krasnoje Oziero | Nadija Didenko   | Nadja Leuenberger  | Olha Poluk        |
| 2007 Airolo          | Xu Mengtao       | Yang Yu            | Olha Poluk        |
| 2012 Valmalenco      | Quan Huilin      | Hanna Huśkowa      | Kiley McKinnon    |
| 2013 Valmalenco      | Quan Huilin      | Anastasija Nowosad | Aleksandra Orłowa |
| 2014 Valmalenco      | Catrine Lavallée | Aleksandra Orłowa  | Lubow Nikitina    |
| 2015 Valmalenco      |                  |                    |                   |

### Jazda po muldach podwójnych
| Rok i miejsce        | Złoto                 | Srebro                  | Brąz                 |
| -------------------- | --------------------- | ----------------------- | -------------------- |
| 2003 Marble Mountain | Hannah Kearney        | Jessica Davis           | Nadieżda Waganowa    |
| 2006 Krasnoje Oziero | Alizée Boulangeat     | Deborah Scanzio         | Jelena Muratowa      |
| 2007 Airolo          | Chloé Dufour-Lapointe | Jekatierina Stolarowa   | Julija Rodionowa     |
| 2011 Jyväskylä       | Marika Piertachija    | Emilie Klingen Amundsen | Isabella Cedercreutz |
| 2012 Valmalenco      | Ali Kariotis          | Marika Piertachija      | Julija Gałyszewa     |
| 2013 Valmalenco      | Keaton McCargo        | Kaitlyn Harrell         | Perrine Laffont      |
| 2014 Valmalenco      | Ali Kariotis          | Morgan Schild           | Keaton McCargo       |
| 2015 Valmalenco      |                       |                         |                      |

### Skicross
| Rok i miejsce        | Złoto             | Srebro              | Brąz                    |
| -------------------- | ----------------- | ------------------- | ----------------------- |
| 2006 Krasnoje Oziero | Julia Manhard     | Méryll Boulangeat   | Alizée Boulangeat       |
| 2007 Airolo          | Alizée Boulangeat | Clara Marsan        | Flurina Marugg          |
| 2010 Otago           | Fanny Smith       | Katrin Ofner        | Julija Liwinska         |
| 2012 Valmalenco      | Julia Eichinger   | Jorinde Müller      | Emilie Benz             |
| 2013 Valmalenco      | Marielle Thompson | Jekatierina Malcewa | Jekatierina Stariczenko |
| 2014 Valmalenco      | Jorinde Müller    | Sandra Näslund      | Margarethe Aschauer     |
| 2015 Valmalenco      |                   |                     |                         |

### Halfpipe
| Rok i miejsce        | Złoto            | Srebro                 | Brąz               |
| -------------------- | ---------------- | ---------------------- | ------------------ |
| 2003 Marble Mountain | Jennifer Hudak   | Davina Williams        | Kendra Perry       |
| 2007 Airolo          | Kim Sharp        | Sophia Schwartz        | Anaïs Caradeux     |
| 2010 Otago           | Brita Sigourney  | Hannah Haupt           | Devin Logan        |
| 2012 Valmalenco      | zawody odwołane  | zawody odwołane        | zawody odwołane    |
| 2013 Valmalenco      | Nina Ragettli    | Zyre Austin            | Rowan Cheshire     |
| 2014 Valmalenco      | Sabrina Cakmakli | Jelizawieta Czesnokowa | Jeanee Crane-Mauzy |
| 2015 Valmalenco      |                  |                        |                    |

### Slopestyle
| Rok i miejsce   | Złoto             | Srebro                     | Brąz              |
| --------------- | ----------------- | -------------------------- | ----------------- |
| 2012 Valmalenco | Devin Logan       | Tiril Sjåstad Christiansen | Sandra Dejin      |
| 2013 Valmalenco | Lisa Zimmermann   | Alexi Micinski             | Katie Summerhayes |
| 2014 Valmalenco | Katie Summerhayes | Johanne Killi              | Sabrina Cakmakli  |
| 2015 Valmalenco |                   |                            |                   |